# Przegląd Społeczny (1906–1907)
Przegląd Społeczny – tygodnik naukowo-literacki, społeczny i polityczny, wydawany w latach 1906–1907. 
Redakcja mieściła się na ulicy Wiejskiej 15 w Warszawie. Wydawcą, redaktorem i współorganizatorem Tygodnika Społecznego był Gustaw Stefan Szczawiński. Na łamach tygodnika pisali między innymi Jadwiga Szczawińska-Dawidowa, Jan Władysław Dawid, Janusz Korczak, Wacław Nałkowski.